# Edgar Winter
Edgar Holland Winter (Beaumont, 28 de diciembre de 1946) es un instrumentalista estadounidense de blues, jazz y rock, conocido como vocalista, saxofonista y teclista de gran éxito en la década de los 70 con su banda The Edgar Winter Group. Al igual que su hermano Johnny Winter, es reconocible por su albinismo.

## Carrera musical
Tras grabar con su hermano Johnny Winter, Edgar firmó su propio contrato discográfico con Epic Records en 1970 y grabó dos exitosos discos, Entrance y Edgar Winter's White Trash.
En 1972 formó The Edgar Winter Group, que acompañaban Dan Hartman, Ronnie Montrose and Chuck Ruff y más tarde el guitarrista y productor Rick Derringer en Montrose. Fue con esta banda que consiguió su mayor éxito They Only Come Out at Night (1972) figurando el tema instrumental y hit #1 "Frankenstein", tema pionero con el uso del sintetizador como instrumento principal. (Durante sus conciertos, Winter mostró su virtuosismo con teclados, sintetizador, saxofón y percusión). Frankenstein acaparó el primer lugar de las listas de éxito en Estados Unidos en mayo de 1973. They Only Come Out at Night y "Frankenstein" vendieron más de un millón de copias, galardonados con discos de oro por la R.I.A.A. en 1973. La banda también consiguió cierto éxito con el tema "Free Ride", del mismo álbum.
En los años 2006 a 2011 formó parte de la banda de Ringo Starr, tocando el teclado, haciendo grandes giras a nivel mundial.

## Relaciones con la Iglesia de la Cienciología
Winter se reconoce como cienciólogo. Ha aparecido por lo menos en siete ocasiones en publicaciones de Cienciología, en particular la revista Celebrity entre 1995 y 2005, citando los cursos que ha completado.
Edgar Winter también produjo, editó y colaboró en el álbum Mission Earth (1986), cuya letra y música fue escrita por el fundador de la cienciología L. Ron Hubbard. Se comenta que Hubbard dejó detalladas instrucciones a seguir y grabaciones destinadas a los músicos y productores para realizar el álbum. Edgar describió Mission Earth como "un retorno a las raíces primitivas del rock y así mismo altamente experimental."  Winter tuvo palabras de alabanza para Hubbard cuando escribió, "La técnica de Ron para el proceso de grabación fue excepcional." Winter también describió a Hubbard y el contra-ritmo de rock como algo "que puede ser nada más y nada menos que fenomenal, particularmente por haber sido inexplorado anteriormente y solo conocido y escuchado en trabajos de ritmos africanos de Paul Simon."

## Vida personal
Edgar Winter y su esposa, Monique, viven en Beverly Hills. La pareja no tiene hijos y Winter declaró que "aprecio como eso puede ser algo maravillosamente gratificante pero creo que ya hay demasiada gente en el mundo" y que "hubiera sido problemático si tuviera un hijo con una carrera. Yo salgo de giras todo el tiempo. Si tuviera un hijo, me gustaría estar en casa todo el tiempo."

## Discografía
- Entrance (1970)
- Edgar Winter's White Trash (1971)
- Roadwork (1972)

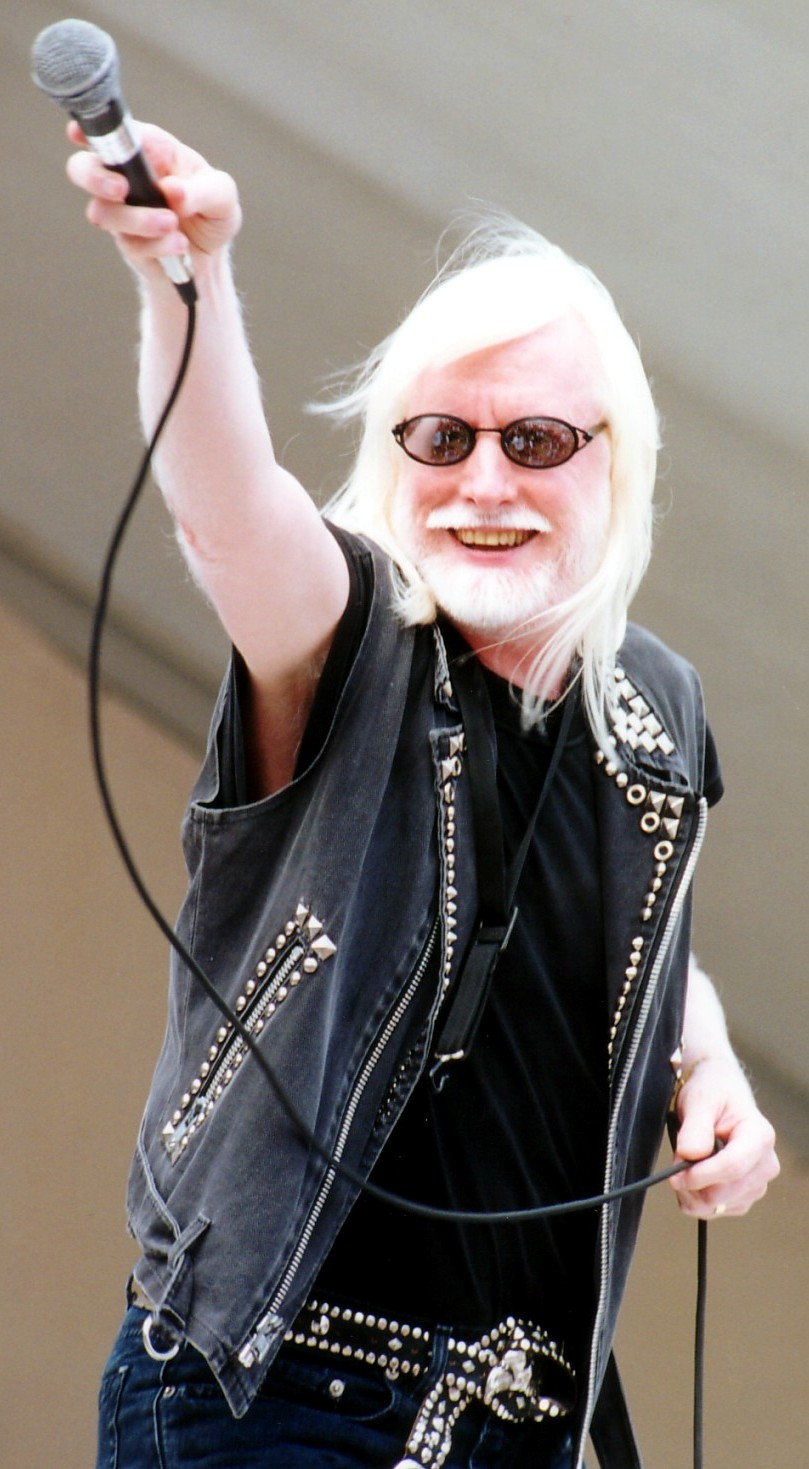
Edgar Winter en 2006

- They Only Come Out at Night (1972)
- Shock Treatment (1974)
- Jasmine Nightdreams (1975)
- The Edgar Winter Group con Rick Derringer (1975)
- Together (1976)
- Recycled (1977)
- Open Fire por Ronnie Montrose - (1978) productor, piano
- Edgar Winter Album (1979)
- Standing on Rock (1981)
- Crazy from the Heat (1985) (David Lee Roth Session Work)
- Mission Earth (1986)
- Not a Kid Anymore (1994)
- The Real Deal (1996)
- Live in Japan (1998) (con Rick Derringer)
- Winter Blues (1999)
- Edgar Winter (2002)
- Jazzin' the Blues (2004)
- They Only Come Out at Night (2006 - reedición)
- Rebel Road (2008)

## Bandas sonoras
Los siguientes temas de Edgar Winter pertenecen a bandas sonoras de los siguientes filmes:
- Grand Theft Auto IV: The Lost and Damned (2009) (Videojuego, en una de sus radios)
- Paul Blart: Mall Cop  (2009)
- Tropic Thunder (2008)
- The Windsurfing Movie (2007)
- Invincible (2006)
- Tupac: Resurrection (2003)
- Knockaround Guys (2001)
- Duets (2000)
- You're Dead... (1999)
- The Secret Life of Girls (1999)
- Detroit Rock City (1999)
- Power Rangers: la película (1997)
- Star Kid (1997)
- Wag the Dog (1997)
- My Girl 2 (1994)
- Wayne's World 2 (1993)
- Dazed and Confused (1993)
- Netherworld (1992)
- Encino Man (1992)
- My Cousin Vinny (1992)
- An American Summer (1991)
- Air America (1990)
- Spirit of '76 (1990)
- Maniac Mansion (Videojuego) (1987)